# Saint-Étienne-de-l’Olm
Saint-Étienne-de-l’Olm település Franciaországban, Gard megyében. Lakosainak száma 391 fő (2022. január 1.). Saint-Étienne-de-l’Olm Deaux, Martignargues, Monteils, Saint-Césaire-de-Gauzignan, Saint-Hippolyte-de-Caton és Saint-Jean-de-Ceyrargues községekkel határos.

## Népesség
A település népessége az elmúlt években az alábbi módon változott:
| Lakosok száma | 130  | 129  | 194  | 305  | 339  | 362  | 388  | 405  | 401  | 391  |
|               | 1968 | 1982 | 1990 | 2006 | 2013 | 2015 | 2017 | 2019 | 2020 | 2022 |